# Andrew Wright
Andrew Barkworth Wright (ur. 30 listopada 1895 w Church Knowle w Dorset, zm. 24 marca 1971) – brytyjski urzędnik kolonialny, gubernator Cypru oraz Gambii.
Studiował na Jesus College na University of Cambridge.
Pracował w brytyjskiej dyplomacji – od 1922 do późnych lat 30. na Cyprze, potem na Trynidadzie. W latach 1947–1949 był gubernatorem Gambii, a następnie w latach 1949–1954 gubernatorem Cypru. W 1954 odszedł na emeryturę.